# Carrosseries Capella
Carrosseries Capella (oficialment en castellà, Carrocerías Capella) fou una empresa carrossera catalana amb seu a Barcelona que tingué activitat entre el 1852 i 1959. Fundada per Francesc Capella i Riera, originari d'Esparreguera (Baix Llobregat), l'empresa es dedicà inicialment a construir diligències i carruatges fins que, amb l'arribada dels automòbils, es reorientà vers el carrossat de vehicles de motor.
Al llarg de més d'un segle d'existència, durant el qual fou dirigida per quatre generacions de la família fundadora, Carrosseries Capella canvià diverses vegades de raó social i de domicili, sempre dins de Barcelona i especialment al barri de l'Eixample.

## Història

### Els inicis
Francesc Capella i Riera (Esparreguera, 1834 – 1899) nasqué en el si d'una família que regentava diverses posades i diligències de la línia del Camí Reial, una d'elles entre Molins de Rei i Esparreguera. El 1852, a 18 anys, decidí de construir ell mateix les diligències per al negoci familiar, i va fundar el negoci "Carrosserie Francisco Capella" a Barcelona, amb seu a la Gran Via, entre Aribau i Muntaner. Aviat adquirí renom i va rebre encàrrecs de tercers, entre d'altres del distribuïdor barceloní del vermut Martini & Rossi (amb seu a la Rambla de Catalunya).
Mort el fundador, el seu fill Francesc Capella i Vilanova (1876 – 1930) reanomenà el negoci com a "Viuda e Hijo de Francisco Capella" i en va traslladar el taller a unes noves instal·lacions, a la confluència dels carrers Muntaner i Consell de Cent. L'empresa es dedicà de forma prioritària al carrossat de vehicles de motor, la majoria amb xassissos Hispano-Suiza i Elizalde però també Renault i Delahaye. Empreses de transport de passatgers com ara Hispania, Hispano-Manresana i Hispano Montañesa van encarregar els seus vehicles a Capella. El juny de 1914, un Delahaye carrossat per Capella obtingué una menció en la categoria de "carrosseries tancades nacionals" en el concurs d'elegància de vehicles que es va celebrar al Passeig de Gràcia cantonada Diagonal.
Cap a 1920 el taller es va traslladar al carrer Buenos Aires, números 14 i 16.

### Els anys d'esplendor
Els germans Fermí (1904 – 1993) i Francesc Capella i Badal, fills de Francesc, es feren càrrec de l'empresa familiar en morir el seu pare. Més tard s'hi incorporà un tercer germà, Frederic. Aquesta etapa, fins a l'esclat de la guerra civil espanyola, fou la més fructífera de l'empresa. Fermí s'havia format a França amb els millors carrossers d'aquell país, entre ells Kellner. El seu primer disseny propi fou un Bugatti amb carrosseria aerodinàmica.
A mitjan dècada de 1920, l'empresa ja es deia "Carrocerías Capella" i establí una estreta relació comercial amb Vilfred Ricart. Un automòbil creat per Capella per a aquest fabricant fou premiat al Saló de l'Automòbil de París de 1926. Poc després, el pilot Edgard de Morawitz encarregà una carrosseria per a un Ricart de competició a Capella. El 1928, Capella carrossà un Ricart-España.
A començaments de la dècada de 1930, Capella obtingué la representació per a Catalunya de Seida, la importadora de Chrysler i marques relacionades a l'estat espanyol. Capella guanyà un altre premi d'elegància el 1933 a l'Autòdrom de Terramar, la Copa President de la República, concedida a un Chrysler descapotable. Va aconseguir també importants trofeus en els concursos de Cannes i Biarritz entre d'altres. Diverses personalitats escollien Capella: el pintor Josep Maria Sert s'hi va fer carrossar el seu Rolls-Royce; les actrius Conchita i Rosita Ballesteros, un Chrysler descapotable i Salvador Fàbregas, futur president del RACC, el seu Cadillac.
Durant la guerra civil espanyola, les instal·lacions de Capella foren col·lectivitzades per la CNT i la seva activitat se centrà en la fabricació de blindats.

### La postguerra
Un cop acabada la guerra, Francesc Capella es va traslladar a Madrid per tal de dirigir l'estructura estatal de Seida i Fermí restà al capdavant de l'empresa familiar. Les instal·lacions van ser parcialment militaritzades i Fermí va rebre l'encàrrec de construir un automòbil blindat per al general Franco, encàrrec que va rebutjar adduint manca de mitjans. Com a contrapartida va haver d'acceptar el projecte de les anomenades "Cátedras Ambulantes Francisco Franco", iniciativa de la Sección Femenina de la Falange Española consistent en una caravana de camions, alguns d'ells equipats amb remolcs, que recorrien les poblacions rurals de l'estat tot oferint formació a les dones en aspectes com ara higiene, labors, etc. Els vehicles s'havien de carrossar de manera que poguessin albergar a l'interior les classes i tallers que oferien. La fabricació d'aquestes caravanes als tallers de Capella va tenir seriosos problemes, ja que diversos sabotatges d'origen desconegut (que Fermí no va voler denunciar) van endarrerir el lliurament de la comanda.

### La dècada de 1950
A començaments de la dècada de 1950 s'incorporà al negoci familiar el fill de Fermí, Fermí Antoni Capella i Hernández (1931 – 2001), conegut com a Toni. Persona autodidacta, es va formar en la utilització de materials plàstics per a la fabricació de carrosseries. En col·laboració amb Garage Ubach, antiga concessió d'Eucort, Capella va carrossar alguns xassissos del motor de 3 cilindres que havien quedat sense fer servir després del tancament de la fàbrica catalana. El resultat fou un descapotable de dues portes amb un acabat de qualitat superior, amb tapisseria de pell i ràdio de sèrie, del qual en produí entre tres i cinc unitats. Capella ja havia col·laborat abans amb Eucort, per al qual construí el prototipus del model "Rural", més conegut com a "Rubia".
El 1953, Capella va carrossar l'antic xassís d'un Georges Irat en format descapotable esportiu per a Joan Fàbregas Bas, germà del president del RACC, qui el va emprar en diverses curses com ara la Pujada a la Rabassada d'aquell any, on fou segon de la seva categoria.
A banda d'aquests encàrrecs de particulars, el carrossat de vehicles industrials era la principal font d'ingressos de Capella, des d'autobusos sobre xassís Pegaso, passant per caravanes per al Circo Americano o camions-estudi per al director de cinema Ignacio F. Iquino. Aquells anys de postguerra es varen fabricar nombrosos microcotxes i Capella va construir la carrosseria dels AISA del cerverí Martí Martí i Segarra, equipats amb motor Hispano Villiers. Les dues darreres unitats es comercialitzaren amb la marca Jurka.

### El tancament
El 1957, Carrocerías Capella es va tornar a traslladar, aquest cop a la Ronda General Mitre de Barcelona. L'activitat productiva havia minvat i el principal negoci era la construcció de carrosseries fúnebres. El 1959, l'empresa va tancar definitivament. Ja no hi havia mercat per a les realitzacions artesanals i l'aparició de SEAT com a fabricant de turismes, així com potents carrosseres que podien personalitzar els vehicles industrials oferts per Pegaso i Barreiros, van fer la supervivència més difícil.
Uns anys més tard del tancament, Fermí Capella va tornar a treballar en el sector de l'automòbil, concretament a la Siata Española de Tarragona. Toni Capella va seguir lligat al món de l'automoció, ja que juntament amb altres socis va fundar Fibrapol, empresa amb seu al carrer Gelabert de Barcelona dedicada a la fabricació de carenats i dipòsits per a motocicletes. Fibrapol es va fer molt coneguda en construir algunes carrosseries de monoplaces per a Selex i també la carrosseria del Cordobán.